# Helmut Unkelbach
Helmut Unkelbach (* 18. April 1910 in Neustadt an der Weinstraße; † 17. Januar 1968 in Bonn) war ein deutscher Mathematiker, Politikwissenschaftler und Hochschullehrer. Insbesondere galt er in Deutschland als Experte für Wahlsysteme.

## Leben und Wirken
Helmut Unkelbach studierte nach seiner Reifeprüfung 1929 am Gymnasium in Speyer bis 1934 Mathematik und Physik an der Universität München. Im Sommersemester 1932 studierte er an der Universität Hamburg. und promovierte dort 1937 (nach seinem Staatsexamen 1934 bzw. 1935) bei Oskar Perron. Ab 1936 arbeitete er als wissenschaftlicher Assistent am Mathematischen Institut der Universität München, gefolgt von einer kriegsbedingten Tätigkeit für die Kriegsmarine. Kurz vor dem Ende Zweiten Weltkrieg habilitierte er sich 1944 an der Humboldt-Universität Berlin und lehrte dort als Privatdozent. Im Jahre 1952 wechselte er an die Universität Bonn, wo er 1958 zum außerplanmäßigen Professor ernannt wurde. Während seiner Lehrtätigkeit legte er neben der Mathematik in zunehmendem Maße den Schwerpunkt auf das Fach Politikwissenschaft. Insbesondere beschäftigte er sich mit den verschiedenen politischen Wahlsystemen und ihren Auswirkungen, dem Wahlrecht sowie einer möglichen Änderung des Wahlrechts in Deutschland.
Außerdem veröffentlichte er zahlreiche Abhandlungen in mathematischen Zeitschriften.

## Schriften (Auswahl)
- Abschätzung der Bildlänge von Randelementen bei konformer Abbildung auf den Einheitskreis. In: Sitzungsberichte der Bayerischen Akademie der Wissenschaften / Mathematisch-Naturwissenschaftliche Abteilung, Jg. 1936, H. 3, S. 257–268 (Digitalisat).

- Über beschränkte Funktionen, deren Wertevorrat gewisse Lücken aufweist. In: Mathematische Annalen, Bd. 115 (1938), S. 205–236 (= Dissertation Universität München).
- Über den Vorrat analytischer Funktionen an großen Funktionswerten. In: Jahresbericht der Deutschen Mathematikervereinigung, Bd. 49 (1939), S. 38–49 (Digitalisat).
- Über die Randverzerrung bei schlichter konformer Abbildung. In: Mathematische Zeitschrift, Bd. 46 (1940), S. 329–336.
- Deutsche Staatsgestaltung. Gesicht einer universellen Volksvertretung. Hoffmann & Campe, Hamburg 1947.
- Wahlverfahren und Demokratie. Ein Beitrag zur Diskussion der Wahlreform. Statistisches Landesamt Rheinland-Pfalz, Bad Ems 1949.
- Die Frage des Wahlystems. Institut zur Förderung Öffentlicher Angelegenheiten e. V., Frankfurt am Main 1951.
- Die konforme Abbildung echter Polygone. In: Mathematische Annalen, Bd. 125 (1952), S. 82–118 (= Habilitationsschrift Humboldt-Universität Berlin, 1944).
- Möglichkeiten und Grenzen einer mathematisch-exakten Fundierung der Wahlgesetzgebung. Analyse destruktiver Wirkungen der Verhältniswahl. In: Zeitschrift für die gesamte Staatswissenschaft, Bd. 108 (1952), S. 704–716 (= Antrittsvorlesung an der Universität Bonn).
- Über die Approximation schlichter konformer Abbildungen .... In: Mathematische Zeitschrift, Bd. 58 (1953), S. 63–70.
- Grundlagen des Wählens. Raiffeisen, Neuwied 1954.
- Geometrie und konforme Abbildung verallgemeinter Kreisbogenpolygone I. In: Mathematische Annalen, Bd. 129 (1955), S. 391–414.
- Geometrie und konforme Abbildung verallgemeinter Kreisbogenpolygone II. In: Mathematische Annalen, Bd. 130 (1955), S. 327–336.
- Grundlagen der Wahlsystematik.Stabilitätsbedingungen der parlamentarischen Demokratie. Mit einer Einführung von Ferdinand A. Hermens. Vandenhoeck & Ruprecht, Göttingen 1956.
- Die funktionstheoretischen Invariaten für Ecken gerader Ordnung. In: Mathematische Annalen, Bd. 133 (1957), S. 320–327.
- Über Ecken mit imaginären Winkeln und ihre konforme Abbildung. In: Monatshefte für Mathematik, Bd. 62 (1958), S. 200–211.
- (mit Rudolf Wildenmann): Grundfragen des Wählens (= Demokratische Existenz heute, Bd. 4). Athenäum-Verlag, Frankfurt am Main 1961.
- Die politische Verantwortung der Wissenschaft in unserer Zeit. In: Zeitschrift für Politik, Bd. 8 (1961), S. 97–107.
- Über eine Möglichkeit zwingender Beweise allgemeiner Sätze in den Sozialwissenschaften. In: Norbert Kloten u. a. (Hrsg.): Systeme und Methoden in den Wirtschafts- und Sozialwissenschaften. Erwin von Beckerath zum 75. Geburtstag. Mohr, Tübingen 1964, S. 387–407.
- (mit Rudolf Wildenmann und Werner Kaltefleiter): Wähler, Parteien, Parlament. Bedingungen und Funktionen der Wahl (= Demokratische Existenz heute, Bd. 13). Athenäum-Verlag, Frankfurt am Main 1965.
- Gefahren für Forschung und Lehre? Möglichkeiten und Grenzen der Reform. In: Die politische Meinung, Bd. 11 (1966), S. 41–52.
- Die Ursachen des Zusammenbruchs der Weimarer Republik und ihre Lehren. In: Ferdinand A. Hermens (Hrsg.): Staat, Wirtschaft und Politik in der Weimarer Republik. Festschrift für Heinrich Brüning. Duncker & Humblot, Berlin 1967, S. 393–431.
- (mit Ferdinand A. Hermens): Die Wissenschaft und das Wahlrecht. In: Politische Vierteljahresschrift, Bd. 8 (1967), S. 2–22.